# Institut Lee Strasberg de Teatre i Cinema
L'Institut Lee Strasberg de Teatre i Cinema (anglès: Lee Strasberg Theatre and Film Institute; originàriament el Lee Strasberg Theatre Institute) és una escola d'interpretació situada al 115 de East 15th Street, entre Union Square East i Irving Place, al barri de Union Square a Nova York. L'escola va ser fundada el 1969 per Lee Strasberg, un notable actor i director, per ensenyar i promoure les tècniques del mètode d'actuació.
L'Institut estava col·legiat amb el Tisch School of the Arts de la Universitat de Nova York, on els alumnes poden estudiar per assolir el títol de Bachelor of Fine Arts L'escola també té una seu a Los Angeles, Califòrnia. Actualment es troba sota la direcció artística d'Anna Strasberg, vídua de Lee Strasberg.